# Johannes van Damme
Johannes van Damme (* 1. Juni 1935 in Middelburg, Niederlande; † 23. September 1994 in Singapur) war ein niederländischer Geschäftsmann, der in Singapur wegen Drogenvergehen hingerichtet wurde.
Van Damme hatte einige Jahre in Nigeria gelebt. Bei der Einreise nach Singapur wurde er am 27. September 1991 auf dem Flughafen des asiatischen Stadtstaates verhaftet, nachdem in seinem Gepäck 4,3 kg Heroin gefunden worden waren. Der zu diesem Zeitpunkt 56-jährige Niederländer bestand auf seiner Unschuld und sah in den Drogen einen Racheakt seines früheren nigerianischen Geschäftspartners, doch diese Erklärung wies das zuständige Gericht zurück. Van Damme wurde zum Tod durch den Strang verurteilt, der in der Gesetzgebung Singapurs ab gewissen Grenzwerten von Drogenmengen zwingend vorgeschrieben ist. Die Berufungsverhandlung im November 1993 blieb erfolglos.
Nach der Verhängung der Todesstrafe wurde durch seinen Rechtsanwalt bekannt, dass van Damme bereits im Jahr 1991 in den Niederlanden wegen des Schmuggels von zehn Kilogramm Marihuana zu zehn Wochen Freiheitsstrafe verurteilt worden sei. Des Weiteren hieß es, dass van Damme als Rauschgiftkurier in Nigeria gearbeitet habe. Ebenfalls wurde durch die Veröffentlichung eines Berichts des niederländischen Zentralkriminalamts (CRI) die Vermutung bestätigt, dass van Damme mit der Behörde kooperiert habe und Informationen über eine Erpresserbande aus Nigeria geliefert habe. Im niederländischen Zentralkriminalamt sei nicht ausgeschlossen worden, dass Van Damme von diesen Personen „getäuscht“ worden sei.
Die niederländische Regierung, Amnesty International und das Europaparlament setzten sich vergeblich für van Damme ein. Auch ein Gnadenappell der niederländischen Königin Beatrix an den singapurischen Staatspräsidenten konnte nichts bewirken. Das Urteil gegen Johannes van Damme wurde am frühen Morgen des 23. September 1994 im Changi-Gefängnis vollstreckt.